# Bassens (Gironda)
Bassens es una comuna y población de Francia, en la región de Aquitania, departamento de Gironda, en el distrito de Burdeos. Pertenece al Cantón de Lormont.
Su población en el censo de 1999 era de 6978 habitantes.
Está integrada en la Communauté Urbaine de Bordeaux.

## Geografía
La comuna se extiende sobre más de 1000 ha, y se divide en dos zonas de tamaño similar por la vía del ferrocarril Burdeos París. La zona baja y llana va a lo largo del río por más de 4 km; dicha zona presenta mayor desarrollo industrial-portuario. La meseta (de altitud media 50m) ocupa el resto del espacio; la urbanización progresivamente tomó posesión de toda esta, exceptuando los dos extremos norte y sur: en el norte hay viñedos y amplias zonas naturales, y en el sur espacios de ocio altamente arborizados; ambas zonas conforman forman los pulmones de la comuna.

## Demografía
| 3396 | 4841 | 6133 | 6595 | 6472 | 6978 |
| Para los censos de 1962 a 1999 la población legal corresponde a la población sin duplicidades (Fuente: INSEE [Consultar]) |      |      |      |      |      |